# 微隕石
微隕石是在地球表面收集到來自地球之外的小天體，大小範圍從50微米至2毫米。微隕石是進入地球大氣層而倖存下來的流星塵。它們從大小、組成都與隕石不同，並且數量、種類更為豐富，其中也包括較小的星際塵埃的顆粒（IDPs），是宇宙塵的一部分。流星體以高速（至少11Km/s）進入地球的大氣層，經過加熱和大氣的磨擦和壓縮。目前已經在地球上蒐集到，來自地球之外個別微隕石的質量在10−9和 10−4公克之間。 弗雷德·惠普爾首先創造了微隕石這個名稱來描述落在地球上如灰塵大小的天體。有時，隕石和微隕石在進入地球大氣層時是被看見的流星，但不論它們能否墜落到地球表面被找到，隕石和微隕石依然都存在著。

## 介紹
微隕石（MM）的紋理會因為原始結構在進入大氣層時的加熱過程，隨著它們的初始速度和進入角度的函數而改變。它們的範圍從保留原始礦物學未熔解的顆粒（圖1a、b）到部分熔解的微粒（圖1c、d）和完全熔解成圓形的宇宙球體（圖1e、f、g、h），其中一些經過汽化階段已經失去了很大部分的質量（圖1i）。分類是依據它們的組成和經歷的溫度。
由顯微分析顯示微隕石確實是來自地球之外： 
- 它們所含的金屬類似於隕石中的[6]。

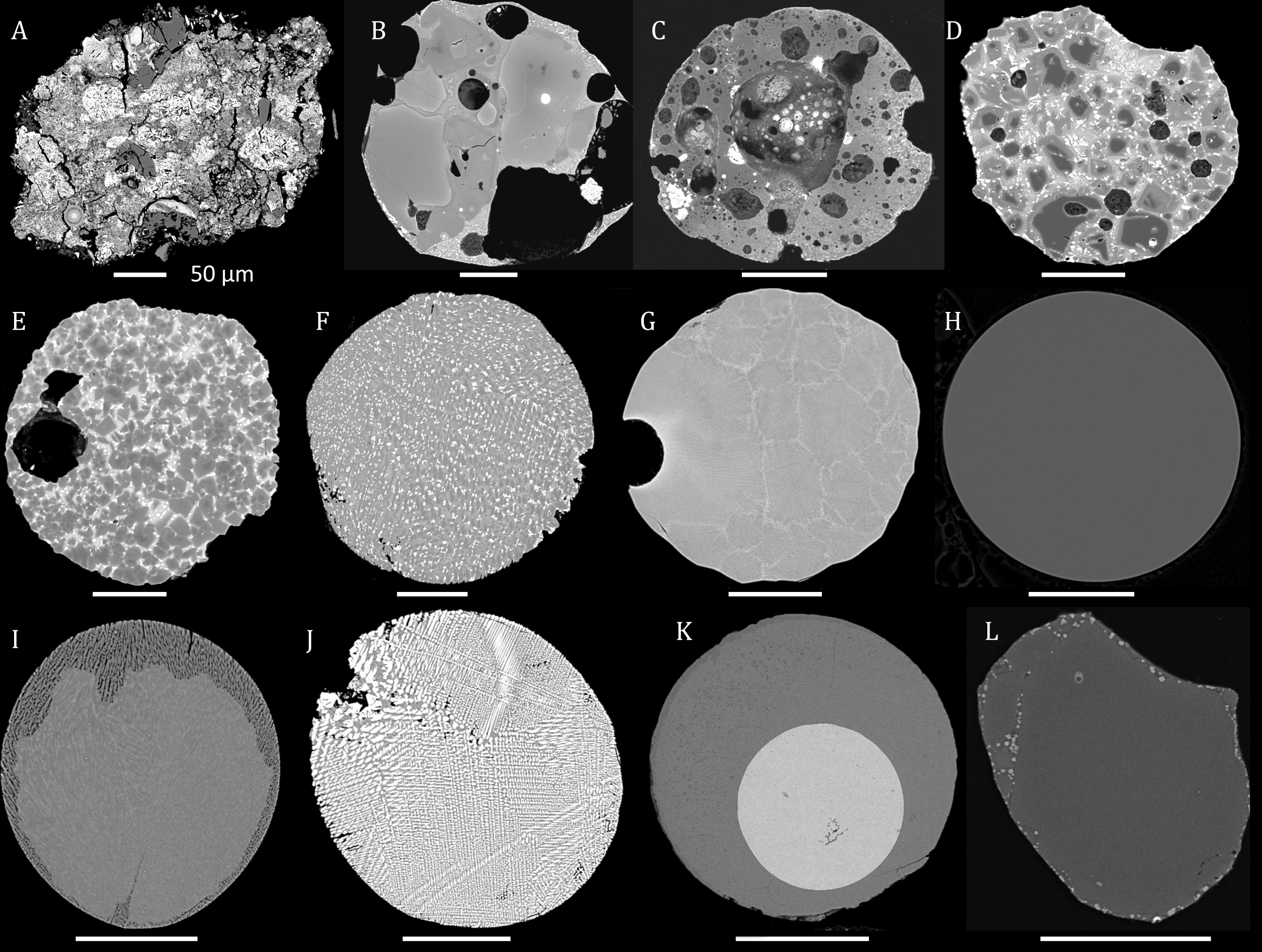
圖1.不同的微隕石截面分類：a)未溶解的微細顆粒；b)未熔解的粗糙顆粒；c) Scoriaceous; d) Relict-grain Bearing; e) Porphyritic; f) Barred olivine; g) Cryptocrystalline; h) Glass; i) CAT; j) G-type; k) I-type; and l) Single mineral. 除了G和I型的，所有的都富含矽酸鹽，稱為石質微隕石。尺度棒是50µm。

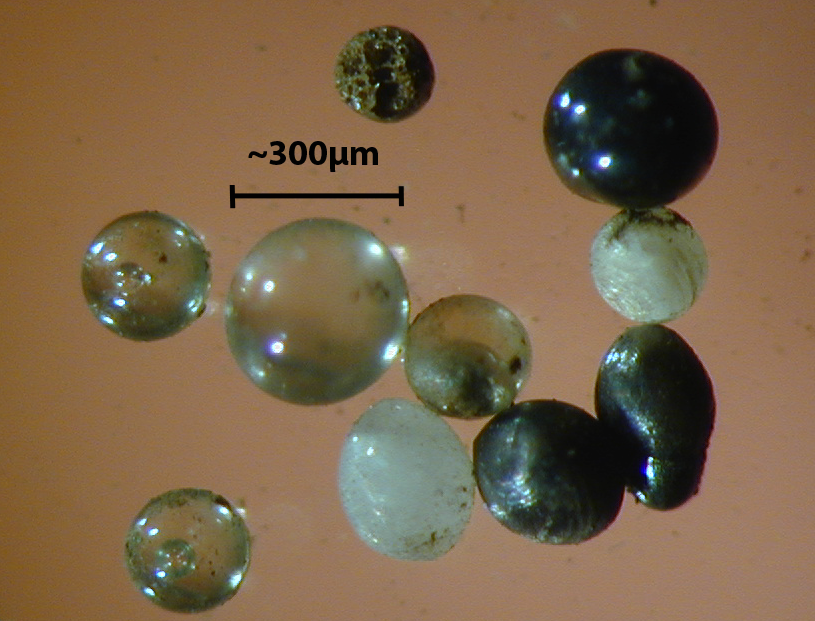
圖2.石質宇宙球體的光學顯微鏡影像。

- 有的含有方铁矿（wüstite），一種耐高溫的鐵氧化物，在隕石熔融的外殼中發現[7]
- 它們的矽酸鹽礦物的比例類似於在隕石中找到的常量和微量元素的比例[8][9]。
- 在鐵球體的宇宙錳（53Mn同位素），鋁（26Al）內的宇宙鈹（10Be同位素），和太陽氖（氖同位素）的豐度與來自外星的石質微流星體相似[10][11]。
- 在微隕石中存在一些前太陽系顆粒[12]，和在超碳微隕石中的氘過量，表明它們不僅是天外來客，並且有些還是在太陽系形成之前的原件。

估計每年有30,000 ± 20,000 噸 （t/年）的宇宙塵進入上層大氣層，但估計只有少於10%（2700 ± 1400t/yr）的能夠成為顆粒降落到地球表面。因此，微隕石的沉積量大約比隕石的量高出50倍，而隕石的量是50t/yr，並且每年有為數龐大的微粒（~1017 > 10 µ m）進入大氣層，這表明收集的微隕石塵埃微粒來自太陽系的所有天體，包括小行星、彗星，和來自我們的月球和火星的片段碎屑。大微隕石的收集能提供的訊息包括大小、組成、大氣的熱效應和在地球增生的物質類型，對個別微隕石的詳細研究可以洞察它們的起源、原始的碳、胺基酸和包含的前太陽顆粒。

## 收集場所
微隕石的收集來自深海沉積物、沉積岩、和極地沉積物；目前的收集主要來自極地的冰和雪。由於微隕石在地球表面的低濃度，必須在能夠濃縮這些材料的環境中尋找它們。

### 海洋沉積物
在1873年至1876年，英國皇家海軍挑戰者號首先從深海收集熔化的微隕石（宇宙球體）。在1891年，Murray和Renard發現"兩種微隕石族群：第一種是黑色的磁球體，有或沒有金屬的核心；第二種，有著結晶的結構，棕色的類似隕石球粒的球體"。在1883年，他們建議這些球體是來自地球之外，因為他們發現這些顆粒遠不同於地球上其它粒子，它們不像當時從熔爐中山產出來的磁球，而且它們的鎳-鐵（Fe-Ni）金屬核心也不像在火成岩中發現的金屬鐵。這些球體在緩慢累積的沉積物中有最大的豐度，特別是沉積在碳酸鹽補償深度之下的紅黏土，這些發現支持起源於隕石。除了這些球體和鐵-鎳金屬核心，一些大於300µm的球體核心包含鉑族元素。
自從HMS Challenger的第一次收集之後，宇宙球體已經使用岩心、砂心、蛤殼狀挖泥器、磁雪撬等從海洋沉積物中反覆的收集到。其中的磁雪橇，被稱為"宇宙淤泥的耙子"，從太平洋海床頂部的紅黏土收集到數以千計的10cm宇宙球體。

## 進階讀物
- Castaing, K.; Fredriksson, K. . Geochimica et Cosmochimica Acta. 1958-08, 14 (1-2): 114–117  [2022-04-08]. Bibcode:1958GeCoA..14..114C. doi:10.1016/0016-7037(58)90099-1. （原始内容存档于2021-12-15） （英语）.
- Dobrica, E.; Engrand, C.; Duprat, J.; Gounelle, M. . Meteoritics and Planetary Science Supplement. 2010-09-01, 73: 5213  [2022-06-26]. （原始内容存档于2020-08-03）.
- Duprat, J.; Engrand, C.; Maurette, M.; Kurat, G.; Gounelle, M.; Hammer, C. . Advances in Space Research. 2007-01, 39 (4): 605–611  [2022-04-08]. Bibcode:2007AdSpR..39..605D. doi:10.1016/j.asr.2006.05.029. （原始内容存档于2022-06-15） （英语）.
- Engrand, Cécile; McKeegan, Kevin D.; Leshin, Laurie A. . Geochimica et Cosmochimica Acta. 1999-10, 63 (17): 2623–2636  [2022-04-08]. doi:10.1016/S0016-7037(99)00160-X. （原始内容存档于2022-01-21） （英语）.
- Flynn, G.J. . Icarus. 1989-02, 77 (2): 287–310  [2022-04-08]. Bibcode:1989Icar...77..287F. doi:10.1016/0019-1035(89)90091-2. （原始内容存档于2022-06-18） （英语）.
- Genge, Matthew J.; Grady, Monica M.; Hutchison, Robert. . Geochimica et Cosmochimica Acta. 1997-12, 61 (23): 5149–5162  [2022-04-08]. Bibcode:1997GeCoA..61.5149G. doi:10.1016/S0016-7037(97)00308-6. （原始内容存档于2019-12-02） （英语）.
- Goodrich, Cyrena A.; Delaney, Jeremy S. . Geochimica et Cosmochimica Acta. 2000-01, 64 (1): 149–160  [2022-04-08]. Bibcode:2000GeCoA..64..149G. doi:10.1016/S0016-7037(99)00107-6. （原始内容存档于2019-11-30） （英语）.
- Gounelle, Matthieu; Chaussidon, Marc; Morbidelli, Alessandro; Barrat, Jean-Alix; Engrand, Cécile; Zolensky, Michael E.; McKeegan, Kevin D. . Proceedings of the National Academy of Sciences. 2009-04-28, 106 (17): 6904–6909. Bibcode:2009PNAS..106.6904G. ISSN 0027-8424. PMC 2678474 . PMID 19366660. doi:10.1073/pnas.0900328106 （英语）.
- Grün, E.; Zook, H.A.; Fechtig, H.; Giese, R.H. . Icarus. 1985-05, 62 (2): 244–272  [2022-04-08]. Bibcode:1985Icar...62..244G. doi:10.1016/0019-1035(85)90121-6. （原始内容存档于2022-03-19） （英语）.
- Harvey, R. P.; Maurette, M. . Lunar and Planetary Science Conference Proceedings. 1991-01-01, 21: 569–578  [2022-04-08]. （原始内容存档于2022-04-08）.
- Hashimoto, Akihiko. . GEOCHEMICAL JOURNAL. 1983, 17 (3): 111–145  [2022-04-08]. ISSN 0016-7002. doi:10.2343/geochemj.17.111. （原始内容存档于2022-06-21） （英语）.
- Herzog, G.F.; Xue, S.; Hall, G.S.; Nyquist, L.E.; Shih, C.-Y.; Wiesmann, H.; Brownlee, D.E. . Geochimica et Cosmochimica Acta. 1999-05, 63 (9): 1443–1457  [2022-04-08]. Bibcode:1999GeCoA..63.1443H. doi:10.1016/S0016-7037(99)00011-3. （原始内容存档于2019-12-02） （英语）.
- Imae, N.; Taylor, S.; Iwata, N. . Geochimica et Cosmochemica Acta. Accepted.
- Kyte, F. T. . PhD thesis (Los Angeles: University of California). 1983: 152 pp.
- Love, S. . Icarus. 1991-01, 89 (1): 26–43  [2022-04-08]. Bibcode:1991Icar...89...26L. doi:10.1016/0019-1035(91)90085-8. （原始内容存档于2022-04-29） （英语）.
- Matrajt, G.; Pizzarello, S.; Taylor, S.; Brownlee, D. . Meteoritics & Planetary Science. 2004-11, 39 (11): 1849–1858  [2022-04-08]. Bibcode:2004M&PS...39.1849M. doi:10.1111/j.1945-5100.2004.tb00080.x. （原始内容存档于2022-04-08） （英语）.
- Matrajt, G.; Taylor, S.; Flynn, G.; Brownlee, D.; Joswiak, D. . Meteoritics & Planetary Science. 2003-11, 38 (11): 1585–1600  [2022-04-08]. Bibcode:2003M&PS...38.1585M. doi:10.1111/j.1945-5100.2003.tb00003.x. （原始内容存档于2022-04-08） （英语）.
- Millard, H. T.; Finkelman, R. B. . Journal of Geophysical Research. 1970-04-10, 75 (11): 2125–2134. doi:10.1029/JB075i011p02125 （英语）.
- Murrell, M.T.; Davis, P.A.; Nishiizumi, K.; Millard, H.T. . Geochimica et Cosmochimica Acta. 1980-12, 44 (12): 2067–2074  [2022-04-08]. doi:10.1016/0016-7037(80)90204-5. （原始内容存档于2019-11-29） （英语）.
- Nishiizumi, Kunihiko. . Earth and Planetary Science Letters. 1983-05, 63 (2): 223–228  [2022-04-08]. doi:10.1016/0012-821X(83)90038-9. （原始内容存档于2019-11-30） （英语）.
- Pettersson, Hans; Fredriksson, Kurt. . 1958-01  [2022-04-08]. ISSN 0030-8870. （原始内容存档于2020-11-17） （美国英语）.
- Taylor, Susan; Matrajt, Graciela; Guan, Yunbin. . Meteoritics & Planetary Science. 2012-04, 47 (4): 550–564  [2022-04-08]. Bibcode:2012M&PS...47..550T. doi:10.1111/j.1945-5100.2011.01292.x. （原始内容存档于2022-04-08） （英语）.
- Van GINNEKEN, Matthias; Folco, Luigi; Cordier, Carole; Rochette, Pierre. . Meteoritics & Planetary Science. 2012-02, 47 (2): 228–247  [2022-04-08]. Bibcode:2012M&PS...47..228V. doi:10.1111/j.1945-5100.2011.01322.x. （原始内容存档于2022-04-08） （英语）.

## 外部連結
- Meteoroids Page at NASA's Solar System exploration
- Current meteorite news articles （页面存档备份，存于）
- International Meteorite Collectors Association （页面存档备份，存于） News and information about meteorite collecting and authentication ethics
- Planetary Science Research Discoveries: meteorite articles and photographs （页面存档备份，存于）
- The British and Irish Meteorite Society （页面存档备份，存于）
- Types of extraterrestrial material available for study （页面存档备份，存于）
- The Natural History Museum's meteorite catalogue database （页面存档备份，存于）
- Meteoritical Society （页面存档备份，存于）
- Earth Impact Database （页面存档备份，存于）